# Der Winzerkönig
Der Winzerkönig  è una serie televisiva austro-tedesca prodotta dal 2006 al 2010 dalla Dor Film. Tra gli interpreti principali, figurano Harald Krassnitzer, Christine Ostermayer, Achim Schelhas, Britta Hammelstein, Stefan Fleming, Katharina Stemberger, Carin C. Tietze, Wolfgang Hübsch, Branko Samarovski, Nina Blum, Ferry Oellinger, Susanne Michel e Susanne Michel.
La serie consta di 3 stagioni, per un totale di 39 episodi (13 per stagione), della durata di 45 minuti ciascuno.
In Austria, la serie è stata trasmessa in prima visione dall'emittente ORF 2, mentre in Germania è stata trasmessa in prima visione dall'emittente ARD 1 (Das Erste). Il primo episodio, intitolato Am Scheideweg, è stato trasmesso in prima visione in Austria il 19 giugno 2006 e in Germania il 10 luglio 2006.

## Trama
Dopo aver lasciato il proprio lavoro presso una ditta di Francoforte, che aveva deciso di spostare la propria produzione in Ungheria, Thomas Stickler fa ritorno nella natia Austria.
Al suo ritorno, lo attende però un'amara sorpresa: trova infatti la moglie Johanna tra le braccia del suo amico e collega, Thorsten Schmidt. Decide così di far ritorno nella tenuta dei genitori.

## Episodi
| Stagione         | Episodi | Prima TV Austria | Prima TV Italia |
| ---------------- | ------- | ---------------- | --------------- |
| Prima stagione   | 13      | 2006             | inedita         |
| Seconda stagione | 13      | 2008             | inedita         |
| Terza stagione   | 13      | 2010             | inedita         |